# Élections nationales monégasques de 2003
Les élections nationales eurent lieu à Monaco le 9 février 2003 pour le renouvellement du Conseil national, l'unique chambre parlementaire de la principauté monégasque.

## Système électoral
Ces élections sont les premières à avoir lieu après d'importants changement de la loi électorale, instaurant notamment une dose de proportionnelle. 

### Nouveau
Le Conseil national est composé de vingt-quatre membres élus pour un mandat de cinq ans. Sont éligibles les électeurs âgés d'au moins vingt-cinq ans et ayant la nationalité monégasque depuis au moins cinq ans. Un élu au conseil communal de Monaco peut également être élu au Conseil national.
Le mode de scrutin est mixte à un seul tour. Les deux tiers des vingt-quatre sièges sont attribués au scrutin majoritaire plurinominal, les seize candidats ayant obtenu le plus de voix sont élus, tandis que les huit restant le sont au scrutin proportionnel de liste avec un seuil électoral de 5 % et la possibilité d’effectuer un panachage.

### Ancien
Le mode de scrutin utilisé avant la réforme de la loi électorale en 2002 était le scrutin de liste plurinominal majoritaire à deux tours avec panachage dans une unique circonscription. Les électeurs votent alors pour autant de candidats que de sièges à pourvoir, et s'ils le veulent en rayant ou en ajoutant des noms sur les listes proposées. Les candidats ayant réuni la majorité absolue au premier tour avec le plus de voix et au moins un quart du total des inscrits sont élus. S'ils sont moins que de sièges à pourvoir, un second tour est organisé deux semaines plus tard entre les candidats restant, et les candidats arrivés en tête sont élus.
Le changement est alors accompagné d'un passage à vingt quatre du nombre de sièges au conseil national, qui en comportait auparavant dix huit, ainsi que d'une baisse de l'age d'obtention du droit de vote, qui passe de vingt et un à dix huit ans.

## Résultats
|                          |                                       |         |       |        |     |
| Partis                   | Partis                                | Votes   | %     | Sièges | +/- |
|                          | Union pour Monaco (UPM)               | 60 339  | 58,45 | 21     | 21  |
|                          | Union nationale et démocratique (UND) | 42 892  | 41,55 | 3      | 15  |
| Total des voix           | Total des voix                        | 103 231 | 100   |        |     |
|                          |                                       |         |       |        |     |
| Votes valides            | Votes valides                         | 4 499   | 96,59 |        |     |
| Votes blancs             | Votes blancs                          | 18      | 0,39  |        |     |
| Votes invalides          | Votes invalides                       | 141     | 3,03  |        |     |
| Total                    | Total                                 | 4 658   | 100   | 24     | 6   |
| Abstentions              | Abstentions                           | 1 184   | 20,27 |        |     |
| Inscrits / participation | Inscrits / participation              | 5 842   | 79,73 |        |     |

## Conseillers élus
| Scrutin               | Conseillers élus            | Parti | Parti |
| --------------------- | --------------------------- | ----- | ----- |
| Scrutin majoritaire   | Jacques Rit                 |       | UPM   |
| Scrutin majoritaire   | Jean-François Robillon      |       | UPM   |
| Scrutin majoritaire   | Claude Boisson              |       | UPM   |
| Scrutin majoritaire   | Christophe Spiliotis-Saquet |       | UPM   |
| Scrutin majoritaire   | Catherine Fautrier          |       | UPM   |
| Scrutin majoritaire   | Anne Poyard-Vatrican        |       | UPM   |
| Scrutin majoritaire   | Jean-Michel Cucchi          |       | UPM   |
| Scrutin majoritaire   | Fabrice Notari              |       | UPM   |
| Scrutin majoritaire   | Jean-Charles Gardetto       |       | UPM   |
| Scrutin majoritaire   | Michèle Dittlot             |       | UPM   |
| Scrutin majoritaire   | Thomas Giaccardi            |       | UPM   |
| Scrutin majoritaire   | Stéphane Valeri             |       | UPM   |
| Scrutin majoritaire   | Vincent Palmaro             |       | UPM   |
| Scrutin majoritaire   | Daniel Raymond              |       | UPM   |
| Scrutin majoritaire   | Bernard Marquet             |       | UPM   |
| Scrutin majoritaire   | Alexandre Bordero           |       | UPM   |
| Scrutin proportionnel | Jean-Pierre Licari          |       | UPM   |
| Scrutin proportionnel | Bruno Blanchy               |       | UPM   |
| Scrutin proportionnel | Brigitte Boccone-Pages      |       | UPM   |
| Scrutin proportionnel | Claude Cellario             |       | UPM   |
| Scrutin proportionnel | Jean-Luc Nigioni            |       | UPM   |
| Scrutin proportionnel | Henry Rey                   |       | UND   |
| Scrutin proportionnel | Christine Pasquier-Ciulla   |       | UND   |
| Scrutin proportionnel | Jean-Joseph Pastor          |       | UND   |